# 陳金德
陳金德（1961年9月26日—），中華民國政治人物，民主進步黨籍。生於宜蘭縣蘇澳鎮，現任行政院政務委員兼行政院公共工程委員會主任委員、信賴台灣之友會秘書長。曾任宜蘭縣政府民政局局長、宜蘭縣工商發展投資策進會總幹事、國立宜蘭大學講師、立法委員、高雄市副市長、台灣中油董事長、宜蘭縣代理縣長、《噶瑪蘭週刊》發行人。屬新潮流系菊系。

## 主要經歷
在國立臺灣大學讀研究所期間因認識濁水溪社社長張清華等而開始從事政治運動，曾任「保衛臺灣委員會」成員。1987年加入民進黨，屬新潮流系。

### 噶瑪蘭週刊發行人
1988年5月20日，陳金德從游錫堃手上接下噶瑪蘭週刊發行人之職，噶瑪蘭週刊是發行於宜蘭縣的社區雜誌，「是一個富地方色彩的雜誌，由蘭陽平原當地知識份子新辦的社會文化性刊物，也頗具有批判性格。它在「反六輕」運動中，更有著催生、集結、動員和擴散的功能」。該週刊在推動政治民主、促進言論自由、突破黨禁報禁；討論公共政策、關心農、漁、勞工權益；防止環境公害、反污染性工廠；維護生態、發揚本土人文歷史等各領域提供廣泛的報導與評論，有助於宜蘭社區意識的凝聚與提昇。

### 宜蘭縣政府機要秘書
1989年受到宜蘭縣縣長游錫堃青睞而進入宜蘭縣政府擔任縣長機要秘書，後陸續擔任宜蘭縣工商發展投資策進會總幹事、宜蘭縣政府民政局局長、國立宜蘭技術學院講師。

### 國大代表時期
1991年底、1996年3月連續當選第2、3屆國大代表。2004年中華民國總統選舉中參與連署反對陳水扁與呂秀蓮再次搭檔參選，與時任總統府秘書長的游錫堃關係密切。1995年底，參選台北縣選區立委，但由於選區競爭激烈，最終以近萬票之差落選，敗於新黨提名的傅崐成；連任國代後，1998年底，轉戰宜蘭縣選區立委，但因民進黨高額提名達三席，最終以2300票之差敗給同黨時任國代張川田，再次無緣進軍國會，高票落選。

### 立法委員時期
2001年底，陳金德再度於宜蘭縣選區參選立委，遂以第一高票當選；2004年底順利連任。
2007年6月14日，陳金德無預警提出74位立法委員連署的對行政院長蘇貞昌的不信任案，俾使立法院解散；民進黨立法院黨團拒絕讓陳金德在黨團舉行記者會，黨團幹事長王幸男至陳金德記者會會場破口大罵陳金德，揚言將陳金德送黨紀處分；王幸男批評，2007年度（中華民國96年）中央政府總預算案已進入協調後的程序，陳金德提倒閣案是不尊重簽字的人；王幸男與同黨立法委員聯繫撤簽，使陳金德同意撤回該案。
2008年，由於大環境不利綠營，且上次立委選舉僅以吊車尾驚險連任，顯示基層已出現鬆動，不過陳金德依舊選擇挑戰三連霸。最終仍在長期經營的宜蘭大敗給了同樣尋求連任的資深國民黨立委林建榮，僅守住三星、冬山和五結三鄉，人口較多的泛綠票倉羅東等地全面失守，偏藍大票倉宜蘭市、頭城等鄉鎮則大輸，成績更遜於2005年陳定南回鍋參選宜蘭縣長的成績，無緣連任。

### 高雄市政府公務員時期
2013年2月被時任市長陳菊延攬成為環保局長，任內發生2013年日月光廢水污染事件，因處理得當於2014年12月升任高雄市副市長。
2018年9月18日，卸任後的陳金德因在高雄市環保局長、高雄市副市長任內經營宜蘭農舍民宿以及文創公司，違反公務員禁止經營商業規定，遭監察院以13比0通過彈劾。移送公務員懲戒委員會審理後被判申誡。
2018年12月14日，宜蘭縣12鄉鎮市除宜蘭市外均列為「民宿管理辦法」第4條第1項規定之偏遠地區；此一宣示意即放寬民宿申請門檻，也就是農舍經營民宿已可依“偏遠地區”理由獲得解套。

### 台灣中油董事長時期
2016年9月12日，接任台灣中油董事長。在任期間，陳自願扣減月薪千分之三並加入工會，以改善勞資關係；其亦下令改變中油的職場文化，常站在前線對員工進行說明。陳擔任董事長時也極力改變中油對外形象，並達成在半屏山輸儲設施與大林煉油廠之間重接管線等多項功績。
2017年8月15日，發生中油供氣中斷造成全台大停電，其後陳金德於18日召開記者會宣布為此事件請辭獲准，成為中油史上任期第三短的董事長。

### 代理宜蘭縣長時期
2017年11月3日，行政院宣布由陳金德代理宜蘭縣縣長職務，原代理縣長吳澤成接任政務委員兼臺灣省政府主席。

#### 計息退還加重課稅
2017年2月，時任代理縣長吳澤成取消林聰賢時期對農地非農用（違規農舍）房屋稅加重課稅。
2017年11月7日，新任代理縣長陳金德宣佈研議退還之前因農地未農用加倍課徵房屋稅被課徵的稅額，共計約4500萬元，加計利息退還。

#### 放寬農舍管制
2015年4月，時任宜蘭縣長林聰賢針對農舍管制，全國第一個公布實施《宜蘭縣興建農舍申請人資格及農舍建築審查辦法》，規範農舍興建條件。
2015年9月，農委會跟進宜蘭修正《農業用地興建農舍辦法》，全國一體適用，要求興建農舍位置必須「鄰路、鄰側」，必須鄰近道路且位於農地的側邊，避免假農舍、真豪宅位於農地中央，佔據耕地精華沃土、並將農地切割破碎化。
2017年11月9日，代理縣長陳金德表示前宜蘭縣長林聰賢的《宜蘭縣興建農舍申請人資格及農舍建築審查辦法》第五條「農舍應為矩形，一側應臨接道路，一側應臨接地界線」與農委會的《農業用地興建農舍辦法》限定農舍只能建於「鄰路、鄰側」侵犯人民財產、違法違憲，豪華農舍建於農地中央精華沃土是人民的自由，進一步研議放寬農舍興建管制，不再遵照前宜蘭縣長林聰賢及農委會「鄰路、鄰側」的相關規定，並研議公告地價不區分農建地。
2017年11月14日，陳金德在2007年購入的農舍傳出違建爭議，使他主動要求地政處前往稽查，現場發現仍有2012年填土與擋土牆等違規設施，違規總面積約800平方公尺，裁罰六萬，陳金德表示將立即繳清罰款，此外亦宣佈捐出代理縣長期間薪資與農舍退稅款項。
2017年11月23日，陳金德接受媒體專訪時曾表示：「台北拆百分之一的違建，我宜蘭就拆違規給你們看」，然而台北市已在同年拆了3.36%的違建，對於陳金德是否會把宜蘭違規全部拆掉，宜蘭縣政府表示：「沒有回應」。
2018年9月18日，陳金德因在高雄市環保局長、高雄市副市長任內經營宜蘭農舍民宿以及文創公司，違反公務員禁止經營商業規定，遭監察院以13比0通過彈劾。移送公務員懲戒委員會審理後被判申誡。
2018年12月14日，宜蘭縣12鄉鎮市除宜蘭市外均列為「民宿管理辦法」第4條第1項規定之偏遠地區；此一宣示意即放寬民宿申請門檻，也就是農舍經營民宿已可依“偏遠地區”理由獲得解套。

#### 放寬固定污染源許可證展限
過去宜蘭縣固定污染源許可證每期展延期限5年，2016年宜蘭縣環保局針對縣內排氣量大的業者加嚴處理，縮短為2年。
2017年11月15日，代理縣長陳金德在議會施政報告中表示法規不能限縮人民權利義務，不僅要符合比例原則，也要有法律依據，要求年底前盤點所有自治法規、相關的行政命令、行政裁量的相關辦法是否有在沒有法令明確授權下侵犯人民權益。宜蘭縣環保局長周錫福表示，許可證展延期限與空氣污染沒有直接相關，依照空污法29條固定污染源操作許可證的展延年限不得超過5年，因此以行政裁量權限縮為2年，希望減少業者的操作許可證核可內容和現況不符的情形，實施1年後69家業者中已經有59家完成變更申請，達成政策目的，所以正在檢討將展延期限，回歸到中央法規的5年，但若業者管理狀況不佳，會針對個案加嚴。

#### 擬課徵工業用水特別稅
2017年12月12日，陳金德在宜蘭縣政府縣務會議中指出，基於保護珍貴水資源、減少污水排放、增加地方財源，並讓企業正視水資源回收之重要性，宜蘭縣政府將研擬課徵工業用水資源特別稅。

#### 擬移除宜蘭縣內黑板樹
2018年3月6日，陳金德在宜蘭縣政府縣務會議中提出，要移除宜蘭運動公園及羅東運動公園內共700顆於陳定南縣長任內栽種至今樹齡30多年的黑板樹，引起縣民嚴重關切、護樹團體及環保團體嚴重抗議。其中400顆位於宜蘭運動公園中軸道的黑板樹，附近居民反彈聲浪大，2018年5月30日宜蘭縣政府決議暫緩移除。

### 2018年之後
2022年，宜蘭縣長林姿妙及縣政府被曝出「機六用地」土地弊案，陳金德曾就此案多次爆料，包括「機六用地」周邊多塊農地未被課徵土地增值稅、以「左手換右手」形式推高地價等多項問題，並指出縣長林姿妙的子女過度干涉縣府政務。
2023年，陳金德擔任賴清德競選辦公室副總幹事。他也出任「信賴台灣之友會」秘書長兼總聯絡人一職，該協會由時任副總統兼民進黨黨主席賴清德的民間支持者創立，是賴清德參選2024年中華民國總統選舉的其中一個重要輔選基地，並推動在美國、英國、德國、波蘭、立陶宛等歐美多國成立九十餘個賴清德海外後援會，屬以此動員民眾支持賴清德競逐總統寶座。
國民黨立委王鴻薇在2023年8月指出，前瞻基礎建設計畫中位於屏東縣的棒球場需逾百年才能回本，並指控由民進黨控制的屏東縣政府選擇由陳金德擔任獨立董事的隆大建設中標。陳金德就此事發表聲明表示其從未就棒球場投標案與前任屏東縣長潘孟安、現任縣長周春米或縣府人員有過任何接觸，反駁王鴻薇為蓄意造謠。
同年12月，陳金德再被國民黨智庫副執行長凌濤、桃園市立委候選人涂權吉等指控其在2019年至2021年擔任可寧衛能源董事長期間，影響時任經濟部長王美花和時任桃園市長鄭文燦通過固體再生燃料發電廠入駐桃園科技工業園區，並核淮可寧衛能源入園。陳金德對此發表聲明，反駁可寧衛能源於其任職前已購入相關發電廠用地，直至其離職後逾一年才作為第二家入駐廠商獲桃園市政府批准進駐，指國民黨方指控的時序和過程等都與現實不符。
2024年5月20日，隨著賴清德政府上任，陳金德加入卓榮泰內閣，成為行政院政務委員兼行政院公共工程委員會主任委員。

## 選舉紀錄
| 年度 | 選舉屆數               | 選舉區           | 所屬政黨   | 得票數 | 得票率 | 當選標記 | 備註 |
| ---- | ---------------------- | ---------------- | ---------- | ------ | ------ | -------- | ---- |
| 1991 | 第二屆國民大會代表選舉 | 宜蘭縣第二選舉區 | 民主進步黨 | 26,653 | 27.67% |          |      |
| 1996 | 第三屆國民大會代表選舉 | 宜蘭縣第二選舉區 | 民主進步黨 | 33,785 | 30.09% |          |      |
| 1998 | 第四屆立法委員選舉     | 宜蘭縣選舉區     | 民主進步黨 | 22,798 | 12.35% |          |      |
| 2001 | 第五屆立法委員選舉     | 宜蘭縣選舉區     | 民主進步黨 | 39,951 | 19.58% |          |      |
| 2004 | 第六屆立法委員選舉     | 宜蘭縣選舉區     | 民主進步黨 | 39,331 | 21.30% |          |      |
| 2008 | 第七屆立法委員選舉     | 宜蘭縣選舉區     | 民主進步黨 | 81,984 | 45.87% |          |      |

## 外部連結
- 立法院 （页面存档备份，存于）
- 陳金德 facebook

| 中華民國政府職務                   | 中華民國政府職務                                     | 中華民國政府職務 |
| ---------------------------------- | ---------------------------------------------------- | ---------------- |
| 行政院                             |                                                      |                  |
| 前任： -                           | 政務委員 2024年5月20日—                              | 繼任： 現任      |
| 前任： 吳澤成                      | 行政院公共工程委員會主任委員 第十四任 2024年5月20日- | 現任             |
| 宜蘭縣政府                         |                                                      |                  |
| 前任： 吳澤成（代理） 正任：林聰賢 | 宜蘭縣縣長 代理 2017年11月6日－2018年12月25日        | 繼任： 林姿妙    |
| 高雄市政府                         |                                                      |                  |
| 前任： -                           | 第二屆副市長 2014年12月25日—2016年9月11日            | 繼任： 史哲      |